# Udara paradilecta
Udara paradilecta är en fjärilsart som beskrevs av Hans Fruhstorfer 1917. Udara paradilecta ingår i släktet Udara och familjen juvelvingar. Inga underarter finns listade i Catalogue of Life.